# Arrup mamaevi
Arrup mamaevi är en mångfotingart som först beskrevs av Titova 1975.  Arrup mamaevi ingår i släktet Arrup, och familjen storhuvudjordkrypare. Inga underarter finns listade.